# Pierre Levée de la Garenne
La Pierre Levée de la Garenne, appelée aussi Pierre Levée de la Carrière ou Pierre Levée de la Chapelle Vendômoise, est un dolmen situé à Landes-le-Gaulois dans le département de Loir-et-Cher.

## Description
Le dolmen a été déplacé en 1968, car il était menacé par la progression d'une carrière, et reconstruit à environ 200 m au nord-ouest de son emplacement d'origine. Avant déplacement, le dolmen était orienté est-ouest. Il comportait trois dalles et la chambre était à moitié détruite (partie nord). La table de couverture et plusieurs autres dalles probables avaient basculé dans le fond de la carrière. Son architecture actuelle est une reconstruction sans fondement scientifique, des blocs ont été rajoutés pour soutenir la table de couverture. Tous les blocs sont en calcaire de Beauce.

## Matériel archéologique
L'édifice avait été fouillé en 1966 par L. Doustin de manière très rigoureuse. Il avait été pillé antérieurement et le contenu de la chambre avait été rejeté à l'extérieur. Le matériel lithique se compose de deux burins, de trois perçoirs, de trois grattoirs et d'un fragment d'un quatrième, de deux pointes de flèches tranchantes, d'un fragment de hache polie. Les éléments de parure sont constitués de neuf coquilles de cypraea avec double perforation latérale. Les tessons de céramique découvert correspondent à une poterie de type « pot-de-fleur » à pâte noire qui pourraient être assimilée à la culture Seine-Oise-Marne et à des poteries plus récentes (Bronze ancien et gallo-romain). Les ossements humains se limitaient à environ 500 fragments, certains brûlés ou noircis parmi lesquels on a pu reconnaître des éléments de calottes crâniennes, des côtes et des phalanges.